# Sailing to Philadelphia Tour
De Sailing to Philadelphia Tour is een tournee van de Schotse gitarist en zanger Mark Knopfler, gehouden in 2001. De tournee bestond uit 80 concerten. De tournee begon op 27 maart in Mexico Stad en eindigde op 31 juli in Moskou. Mark Knopfler stond drie keer in Nederland.
De band van Mark Knopfler tijdens deze tournee bestond uit Guy Fletcher (toetsen), Richard Bennett (gitaar), Chad Cromwell (drums), Glenn Worf (basgitaar), Geraint Watkins (piano) en Mike Henderson (gitaar, mandoline, viool, harmonica).

## Setlist
Mark Knopfler staat er om bekend dat hij bijna elke avond andere nummers speelt, zo ook deze tournee.
1. Calling Elvis
2. Walk of Life
3. What It Is
4. Rüdiger
5. Who's Your Baby Now
6. Romeo and Juliet
7. Sultans of Swing
8. Sailing to Philadelphia
9. Done With Bonaparte
10. Junkie Doll
11. Pyroman
12. Speedway at Nazareth
13. Telegraph Road
14. Brothers in Arms
15. Money for Nothing
16. So Far Away